# ラルフ・アバークロンビー (気象学者)
ラルフ・アバークロンビー（Ralph Abercromby、1842年2月11日 - 1897年6月21日）は、イギリスの気象学者。

## 経歴
ロンドン貴族の長男として生まれ、1860年に陸軍へ入隊したが、虚弱体質であったため、1866年に退役した。その後、療養を兼ねた世界航海中に波や気象の観測をはじめ、気象学者としての道を歩んだ。1887年に低気圧、高気圧など7つの等圧線の基本型を提唱し、スウェーデンの気象学者ヒルデブランド・ヒルデブランドソンと共に国際雲級図の基礎を築いた。1897年、旅行先のシドニーで死去。